# Réserve stratégique de pétrole (États-Unis)
Pour un article plus général, voir Réserve stratégique de pétrole.
La Réserve stratégique de pétrole (RSP ; officiellement en anglais : Strategic Petroleum Reserve) est la plus grande réserve stratégique connue au monde avec une capacité d'au plus 727 millions de barils de pétrole et une capacité autorisée fin 2017 de 714 Mbarils. Elle est gérée par le Bureau des réserves pétrolières (Office of Petroleum Reserves - OPR) du département de l'Énergie des États-Unis qui a, en 2017, un budget annuel de 223 millions de dollars et emploie 975 personnes en 2013.

## Description

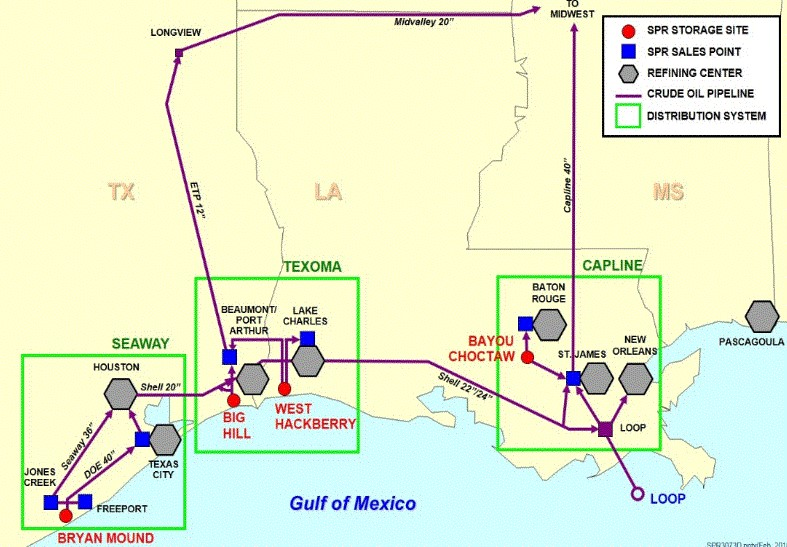
Carte des installations des réserves stratégiques aux États-Unis.

La RSP américaine est répartie dans quatre sites situés dans le Golfe du Mexique, chacun étant près d'un important centre pétrochimique (raffinerie, notamment). Chaque site est constitué de plusieurs cavernes artificielles creusées à même des dômes salins sous la surface.
Voici les capacités autorisés au 31 décembre 2017 : 
- Bryan Mound, près de Freeport (Texas) : 247 Mbarils
- Big Hill, près de Winnie, Texas : 170 Mbarils
- West Hackberry, près de Lake Charles, Louisiane : 221 Mbarils
- Bayou Choctaw, près de Baton Rouge, Louisiane : 76 Mbarils

Les capacités affichées peuvent changer.
Un cinquième site, Weeks Island dans la Paroisse de l'Ibérie, Louisiane, avait une capacité de 72 Mbarils, mais a été démantelé en 1999 à la suite d'une importante infiltration d'eau. Ce site était construit sur une ancienne mine de sel proche de la surface. En 1993, une doline s'était formée, laissant l'eau de pluie s'infiltrer et endommager la caverne.
D'un coût de 4 milliards USD, ces cavernes ont été construites en forant un puits vers une poche de sel, puis en dissolvant le sel par injection d'eau. Une caverne peut se trouver à 1 000 m sous la surface, la taille moyenne est de 60 m de large et 600 m de profondeur, ce qui donne une capacité de stockage entre 6 et 30 Mbarils. Selon le USDOE, comparé aux meilleures méthodes de stockage connues, il en coûte 10 fois moins cher de stocker du pétrole ainsi, avec les avantages supplémentaires qu'il n'y a aucune fuite et que le pétrole est constamment brassé en raison d'un gradient de température dans ces cavernes. Les sites sont conçus pour durer jusqu'en 2025.
Le volume maximal de pétrole qui peut être extrait de la RSP est de 4,4 Mbarils par jour. Ce pétrole peut s'écouler sur le marché intérieur 13 jours après un ordre exécutif du président des États-Unis. Le USDOE affirme qu'il gère une réserve de 7 à 8 semaines au débit courant de 2008. Combiné avec les réserves des entreprises privées, cela offre une réserve totale estimée à 150 jours en situation d'urgence.
60 % du pétrole brut de la réserve est une variété de pétrole moins désirable, car riche en soufre.

### Limitations
La RSP américaine n'est pas une réserve de produits pétrochimiques, tel l'essence, le diesel et le kérosène. Les sénateurs Charles Schumer et Dick Durbins ont suggéré que le USDOE devrait créer une réserve d'essence et de kérosène. Cependant, la vie utile de ces produits est relativement courte, ce qui imposerait de les remplacer régulièrement et serait nettement plus coûteux que le stockage de pétrole.
Bien qu'il y ait une petite réserve, 2 Mbarils, de pétrole à chauffer au Connecticut et au New Jersey sous la responsabilité du USDOE, le gouvernement américain ne maintient pas de dépôt aussi important que la RSP. En conséquence, il n'a aucun contrôle sur le raffinage du pétrole. Puisque cela fait 30 ans[Quand ?] qu'aucune raffinerie n'a été construite sur le sol américain, il n'y a pas beaucoup de réserve excédentaire, même si les raffineries existantes se sont notablement améliorées pendant ce laps de temps.

## Histoire
À partir de 1912, le gouvernement des États-Unis établit des réserves navales de pétrole et de schiste bitumineux, il s'agit originellement de champs pétroliers devant être utilisés pour subvenir aux besoins de l’US Navy en cas d'urgence, les derniers sont vendus en 2015.
La décision de créer une RSP fut motivée par des besoins croissants d'importation de pétrole à partir de 1949, le fait que la production domestique ait commencé à décliner à partir de 1971, ainsi que le choc pétrolier de 1973. Le 22 décembre 1975, l’Energy Policy and Conservation Act mis en vigueur pour contrer une interruption sévère de livraison de pétrole. À ce moment, le gouvernement américain visait une RSP de 1 000 Mbarils.
En 1977, un certain nombre de sites furent achetés. En juin, les premières installations de surface furent construites, et en juillet de la même année, environ 400 000 barils y furent déversés. Pendant l'année fiscale 1995, le remplissage fut suspendu pour améliorer l'équipement, tout en augmentant la durée de vie des installations.

## Remplissage

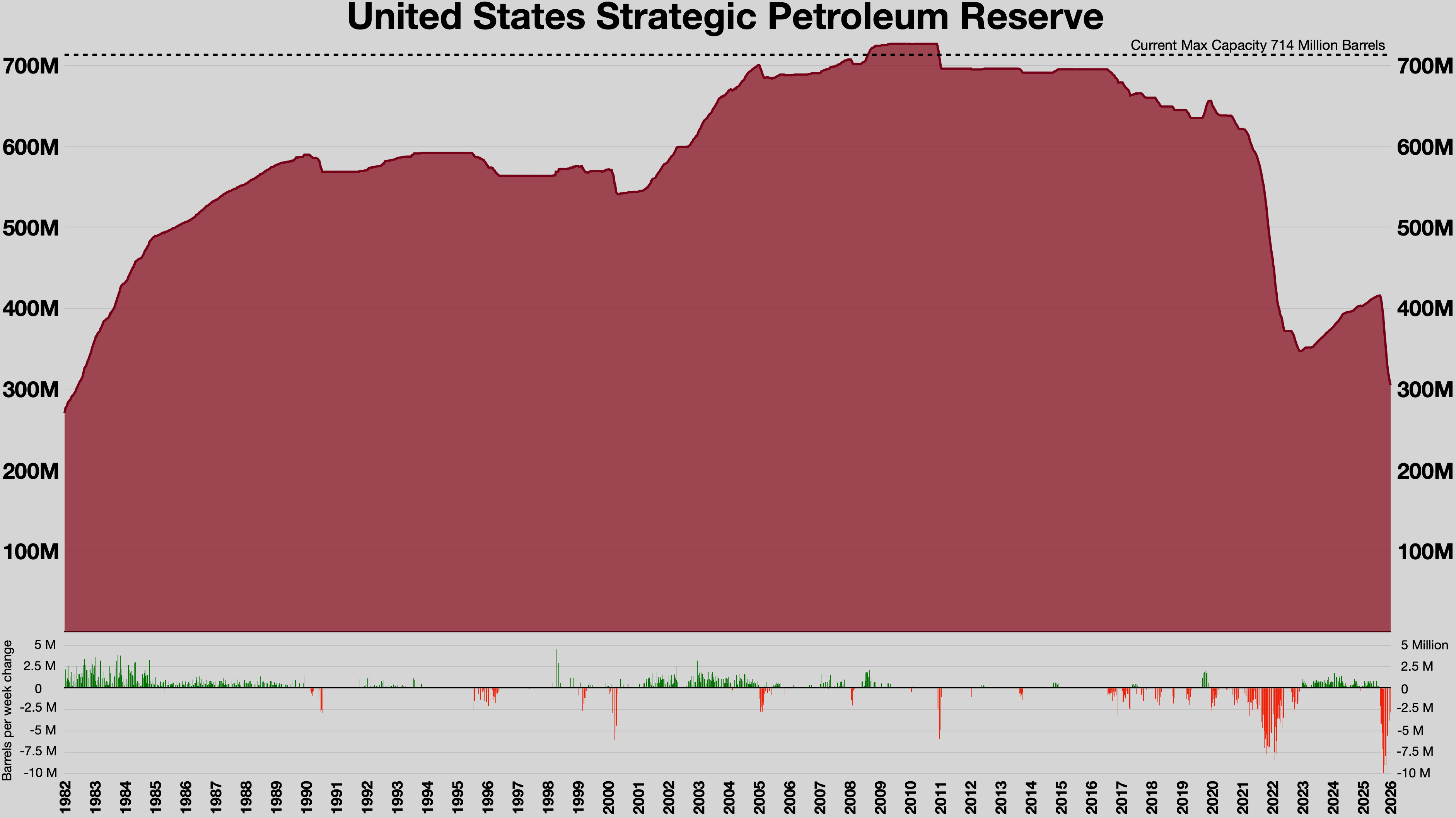
Niveaux hebdomadaires depuis 1982
Barils de pétrole

Le 13 novembre 2001, le président américain George W. Bush a annoncé que la RSP devait être remplie à sa pleine capacité. Le plus haut niveau atteint auparavant est de 592 Mbarils en 1994. Depuis l'émission de cette directive, la RSP américaine a augmenté sa capacité de stockage de 27 Mbarils en profitant de l'agrandissement naturel des cavernes. Malgré cela, il faudra construire d'autres cavernes pour atteindre la capacité exigée de 1 000 Mbarils. Le 17 août 2005, la RSP a atteint 700 Mbarils, soit 96 % de sa nouvelle capacité. Le 25 avril 2006, Bush annonce la suspension du remplissage de la RSP dans le but de diminuer la pression financière sur le prix de l'essence.
Le pétrole livré à la RSP américaine est pourvu dans le cadre de contrats qui exigent des redevances pour l'extraction de pétrole sur les terrains détenus par le gouvernement fédéral américain dans le Golfe du Mexique. Ces redevances étaient initialement versées en argent, mais en 1998, le gouvernement a préféré le versement en nature, c'est-à-dire obtenir directement du pétrole, ce qui facilite le remplissage de la RSP.

## Prélèvements
Le pétrole a été vendu sur le marché à plusieurs occasions. Cependant, à plusieurs reprises, le pétrole a aussi été prêté temporairement ou échangé à des entreprises privées. Il y a eu échange lorsqu'un pipeline ARCO a cessé de fonctionner en avril 1996. Il y a eu échange de 11 Mbarils de pétrole brut Maya pour 8,5 Mbarils d'un meilleur pétrole brut en 1998. Un échange est aussi survenu lorsqu'un dock s'est effondré en juin 2000 près de Lake Charles, Louisiane. Il y a eu des prêts temporaires lorsque sont survenus les ouragans Lili en 2002, Ivan en 2004 et Katrina en 2005.
Le 31 août 2005, le président américain George W. Bush a autorisé le prêt de pétrole pour aider les raffineries perturbées par l'ouragan Katrina. De plus, il a annoncé la vente de 30 Mbarils pour calmer les spéculations. L'ouragan Katrina a interrompu la livraison d'environ 95 % de la production de pétrole brut et de 88 % du gaz naturel dans le Golfe du Mexique, ce qui représente environ le quart de la production américaine.
En novembre 2021, la Maison Blanche annonce le déblocage de 50 millions de barils pour faire face aux prix élevés de l'essence.
Le 1er mars 2022, le président Joe Biden annonce la libération de 30 millions de barils de pétrole supplémentaires, en réponse à l’invasion de l'Ukraine par la Russie en 2022.
Un mois plus tard, le président Biden revient à la charge et annonce la vente de 1 million de barils de pétrole par jour pendant les 180 prochains jours.
Dans la semaine du 4 septembre 2022, le niveau de la réserve atteint un creux jamais vu depuis 1984 avec 434 millions de barils restants.